# Гранит (Юта)
Гранит (англ. Granite) — переписна місцевість (CDP) в США, в окрузі Солт-Лейк штату Юта. Населення — 1076 осіб (2020).

## Географія
Гранит розташований за координатами 40°34′21″ пн. ш. 111°47′45″ зх. д. / 40.57250° пн. ш. 111.79583° зх. д. (40.572410, -111.795841).  За даними Бюро перепису населення США в 2010 році переписна місцевість мала площу 5,37 км², уся площа — суходіл. В 2017 році площа становила 3,15 км², уся площа — суходіл.

## Демографія
Згідно з переписом 2010 року, у переписній місцевості мешкали 1932 особи в 650 домогосподарствах у складі 533 родин. Густота населення становила 360 осіб/км².  Було 712 помешкання (133/км²).
Расовий склад населення:
| - 94,6 % — білих - 2,4 % — азіатів - 0,8 % — вихідців з тихоокеанських островів - 0,5 % — чорних або афроамериканців - 0,1 % — корінних американців |

До двох чи більше рас належало 1,5 %. Частка іспаномовних становила 3,1 % від усіх жителів.
За віковим діапазоном населення розподілялося таким чином: 23,9 % — особи молодші 18 років, 63,3 % — особи у віці 18—64 років, 12,8 % — особи у віці 65 років та старші. Медіана віку мешканця становила 44,3 року. На 100 осіб жіночої статі у переписній місцевості припадало 102,9 чоловіків;  на 100 жінок у віці від 18 років та старших — 104,5 чоловіків також старших 18 років.
Середній дохід на одне домашнє господарство  становив 144 741 долар США (медіана — 104 583), а середній дохід на одну сім'ю — 155 051 долар (медіана — 135 945). Медіана доходів становила 81 667 доларів для чоловіків та 47 143 долари для жінок. За межею бідності перебувало 6,0 % осіб, у тому числі 0,0 % дітей у віці до 18 років та 14,2 % осіб у віці 65 років та старших.
Цивільне працевлаштоване населення становило 780 осіб. Основні галузі зайнятості: науковці, спеціалісти, менеджери — 27,2 %, освіта, охорона здоров'я та соціальна допомога — 21,7 %, роздрібна торгівля — 10,5 %, будівництво — 9,1 %.